# Фторид циркония(II)
Фторид циркония(II) — неорганическое соединение, соль металла циркония и плавиковой кислоты с формулой ZrF2, чёрные кристаллы.

## Физические свойства
Фторид циркония(II) образует чёрные кристаллы 
ромбической сингонии, параметры ячейки a = 0,409 нм, b = 0,491 нм, c = 0,656 нм.

## Химические свойства
- Диспропорционирует при нагревании:

{\displaystyle {\mathsf {ZrF_{2}\ {\xrightarrow {1400^{o}C}}\ ZrF_{4}+Zr}}}